# Toda joia toda beleza
Toda joia toda beleza è una canzone del gruppo musicale italiano Roy Paci & Aretuska, a cui ha collaborato anche il cantante francese Manu Chao. Il brano è estratto dall'album SuoNoGlobal e pubblicato nel 2007.
Il brano è stato utilizzato come sigla della trasmissione televisiva di Canale 5 Zelig Circus.
Inoltre, nel 2007 diventa la colonna sonora del film Natale in crociera.

## Classifiche
| Classifica (2007) | Posizione massima |
| ----------------- | ----------------- |
| Italia            | 7                 |

## Nuova versione
Toda joia toda beleza è una canzone di Roy Paci & Aretuska, a cui ha collaborato anche il girl group statunitense Fifth Harmony, pubblicata il 1º ottobre 2015.